# Kandefer
Kandefer, dawniej Kaymedfel – polskie nazwisko pochodzenia niemieckiego. Przybyło na ziemie polskie, na Podkarpacie, najprawdopodobniej wraz z kolonizacją niemiecką w 1355 roku. Najdawniejszą znaną osobą noszącą to nazwisko był Jan Kaymedfel żyjący 1492 roku. W 2018 roku w Polsce żyło 725 osób o tym nazwisku, najwięcej w Iwoniczu, z którego wywodzą się wszyscy polscy Kandeferowie. Poza Polską funkcjonuje wiele kombinacji używanych przez emigrantów, np. Condepher w USA. Etymologia nazwiska nie jest znana. Osoby noszące nazwisko Kandefer przez wieki były blisko związane z osobami noszącymi inne nazwiska pochodzenia niemieckiego, m.in. Kilar, Gerlach, Kinel, Jaślar, Pelczar..

## Historia
Pierwsze osoby o nazwisku Kaymedfel przybywają do Iwonicza najprawdopodobniej z Saksonii w połowie XIV wieku wraz z falą kolonizacji niemieckiej. Kaymedfelowie (a później Kandeferowie) przynależą zatem etnicznie do Niemców Karpat polskich, potocznie zwanych Głuchoniemcami.

O niemieckich kolonistach pisali szesnastowieczni i siedemnastowieczni historycy. W roku 1582 pisał o nich kronikarz Maciej Stryjkowski:

Niemcy na Pogórzu osadzeni – Roku zaś 1355, Kazimierz król widząc Pogórskiej Rusi krainy dla częstych najazdów Litewskich zburzone i puste, Niemieckiego narodu ludzi w krainach tamtych osadził, którzy jeszcze i dziś po wsiach mieszkają około Przeworska, Przemyśla, Sanoka i Jarosławia, a jakom sam widział, są ossobliwi gospodarze.

Najdawniejszym udokumentowanym przedstawicielem nazwiska jest Jan Kaymedfel, wspomniany w aktach grodzkich i ziemskich z 1492 r.
Nazwisko jest również wspomniane w księdze metrykalnej Parafii w Budzanowie (dziś Ukraina) w 1710 r. Jest to akt urodzenia Wojciecha Kandefera znajdujący się w Archiwum Głównym Akt Dawnych. Osoby noszące to nazwisko, m.in. Maria Kandefer (ur. 1891 r.) i Janina Kandefer (ur. 1931 r.) były w czasach stalinowskich ofiarami sowieckiego terroru politycznego.

## Etymologia nazwiska
Ustalenie etymologii słowa "Kandefer" oraz jego formy pierwotnej "Kaymedfel" jest niezwykle trudne, tak samo jak w przypadku pozostałych nazwisk głuchoniemieckich. Oba wyrazy nie występują w piśmiennictwie onomastycznym. Prof. dr hab. Norbert Morciniec wiąże nazwisko ze słowem kandel oznaczającym w średniowiecznym języku niemieckim konewkę. Tym samym słowo "Kandefer" ma być zniekształceniem średnio-wysoko-niemieckiego słowa kandeler oznaczającego konwisarza. Powyższa próba wyjaśnienia pochodzenia nazwiska opiera się jednak na jego późniejszej formie. Stara forma prawdopodobnie ma związek ze średniowiecznym niemieckim słowem kaym, oznaczającym rozbudowaną pruską zagrodę, odpowiednik polskiego dworu. Biorąc pod uwagę powyższe rozbieżności, trudno z dużą pewnością ocenić pochodzenie i znaczenie nazwiska Kandefer.

## Odniesienia w kulturze
Nazwiska ludności iwonickiej były tematem bożonarodzeniowej pieśni ludowej, którą w dziele Opis powiatu krośnieńskiego pod względem geograficzno-historycznym przytoczył w 1898 roku Władysław Sarna.
Gospodarze mili,

dzisiaj w nocnéj chwili, Pan Bóg z nieba zesłany.

Z Panny narodzony, w żłobku położony,

Ach! to cud niesłychany.

Pójdźmy mu oddać wszyscy chwałę.

Witajmy to dzieciątko małe,

Boć to jest Pan nad pany.

Naprzód my z Iwończa, od dolnego końca,

Pospieszmy z darami:

Rajchel z pod kościoła, niech drugich zawoła,

Co z dobrymi gadłami.

A potem jak z góry tak z dołu,

Niech idą wszyscy pospołu,

Nie z próżnymi torbami.

Jaroń, Jakubowicz, Kenar, Józefowicz,

Telepsz, Rygiel z Prugarem,

Barud, Maternowski, Smerecki, Turowski,

Gładysz, Pyter z Kielarem,

Kandefer, Murman z Grzegorczykiem,

Kinel i Płaza, Pyter z Ćwikiem,

Szafrański, Wnęk z Krukarem.

Młynarz i Kaszycki, Szajna i Rajchlicki,

Gierlach i Nycz z Nowakiem,

Kandefer, Kowalski, Szopa i Szadłowski,

Kędzierski ze Stojakiem.

(...)

## Znane osoby o nazwisku Kandefer
- Joanna Frydrych z domu Kandefer (ur. 1978) – polityk, ekonomistka, posłanka na Sejm RP VIII i IX kadencji
- Władysław Kandefer (1921-2016) – artysta rzeźbiarz i malarz
- dr Władysław Andrzej Kandefer (1939-2005) – polityk, prawnik, ekonomista, poseł na Sejm PRL VIII kadencji
- ks. prałat dr Piotr Kandefer – prezbiter rzymskokatolicki, były prefekt Seminarium Duchownego w Przemyślu, proboszcz Parafii św. Mikołaja w Pruchniku
- ks. Maciej Kandefer – prezbiter rzymskokatolicki, proboszcz Parafii pw. św. Jana Sebastiana Biskupa w Przemyślu
- Marcin Kandefer – były rzecznik Prezydenta Krakowa
- dr Krzysztof Kandefer - rektor Wyższej Szkoły Bankowej w Warszawie
- Józef Kandefer - polski artysta rzeźbiarz
- Martyna Kandefer-Szerszeń - polska biolożka specjalizująca się w wirusologii i immunologii
- Maciej Kandefer - polski akordeonista